# Kōjirō Tamba
Kōjirō Tamba (jap. 丹波幸次郎 Tamba Kōjirō; ur. 10 maja 1912) – japoński zapaśnik walczący w stylu wolnym. Olimpijczyk z Berlina 1936, gdzie zajął jedenaste miejsce, w wadze koguciej. Absolwent Uniwersytetu Waseda.

## Letnie Igrzyska Olimpijskie 1936
| Konkurencja      | Rundy eliminacyjne | Rundy eliminacyjne        | Klas. końcowa |
| Konkurencja      | Przeciwnik I       | Przeciwnik II             | Miejsce       |
| ---------------- | ------------------ | ------------------------- | ------------- |
| 56 kg styl wolny | Ray Cazaux (GBR) P | Ahmet Çakıryıldız (TUR) P | II runda      |